# Janssonovo pokušení
Janssonovo pokušení je švédský zapečený pokrm ze šprotů či sleďů, brambor, cibule, smetany a strouhanky. Je pojmenován po stejnojmenném filmu z roku 1928, podle jiného podání, méně pravděpodobného, po operním zpěvákovi Pelle Janzonovi. Poprvé byl recept publikován roku 1940 a stal se extrémně oblíbeným. Existuje také varianta, kde je místo ryb použito mleté hovězí, nazývaná Karlssonovo pokušení a vegetariánská varianta bez ryb, zvaná Hanssonovo pokušení.